# Torquay
Torquay [ˌtɔːˈkiː] ist eine Stadt an der Südküste von England, in der Grafschaft Devon an der „Englischen Riviera“ gelegen. Torquay bildet seit 1997 zusammen mit Paignton und Brixham die selbständige Verwaltungseinheit (Unitary Authority) Torbay an der westlichen Seite der Lyme Bay im Südwesten Englands. 2018 hatte Torquay 67.680 Einwohner, Torbay insgesamt hatte im Jahr 2018 etwa 135.780 Einwohner.

## Stadtbild

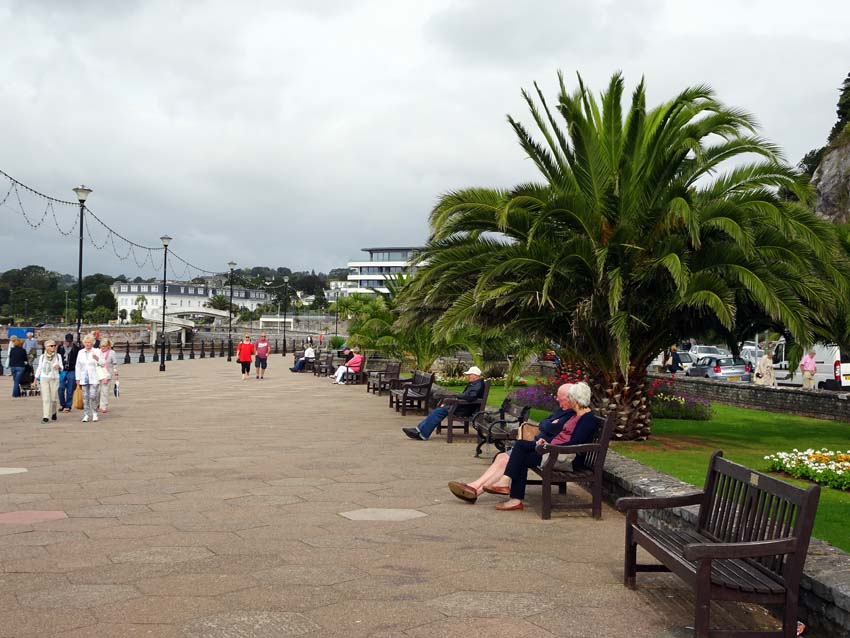
Seit einigen Jahren wachsen Kanarische Dattelpalmen an der Promenade. Versuche mit der Echten Dattelpalme waren weniger erfolgreich

Im 19. Jahrhundert wurde Torquay ein populärer Küstenerholungsort, berühmt für sein gesundes Klima. Da der Wind geologisch bedingt nie aus Norden oder Westen kommt, ist das Klima sehr mild und für englische Verhältnisse recht trocken und selten neblig. So schickte man Anfang des 19. Jahrhunderts Menschen mit Atemwegserkrankungen nach Torquay. Mit dem Bau der Eisenbahn im Jahr 1844 wurde Torquay ein mittelgroßer Ort. Vor allem die Familien Cary und Palk, nach denen heute die Straßen Cary Parade und Palk Street im Hafen von Torquay benannt sind, sorgten mit dem Anlegen von Terrassen und dem Bau von hellen, südländisch wirkenden Häusern an den steilen Hängen für Torquays Image: Torquay wurde auch als The English Montpellier und The English Naples („Das englische Neapel“) bezeichnet. Im Gegensatz zur weit verbreiteten Vorstellung über England ist es in der Region nicht regnerisch und selten neblig oder kalt. Seltener – und wenn doch – mäßiger Frost im Winter lässt viele Palmen in den Gärten und Parks wachsen.
Torquay sei, so sagen die Einwohner, built on seven hills, auf sieben Hügeln gebaut. In Wirklichkeit sind es etwa 40: Ash Hill, Barton Hill, Braddons Hill, Bronshill, Broomhill, Crown Hill, Dairy Hill, Exe Hill, Giant Hill, Great Hill, Huxtable Hill, Lincombe Slopes, Livermead Hill, Locks Hill, Mincent Hill, Oak Hill, Oddicombe Beach Hill, Old Woods Hill, Parkhill, Pennys Hill, Petit Tor Hill, Reddenhill, Redgate Heights, Rosehill, Roundhill, Shedden Hill, Sherwell Hill, Stentiford Hill, Sunbury Hill, Thurlow Hill, Tor Hill, Trinity Hill, Upton Hill, Vane Hill, Walls Hill, Warren Hill, Watcombe Heights, Westhill und Windmill Hill.
Torquay war im Zweiten Weltkrieg ein wichtiges Zentrum zur Vorbereitung und Ausführung der Operation Overlord, der alliierten Invasion in der Normandie am 6. Juni 1944.

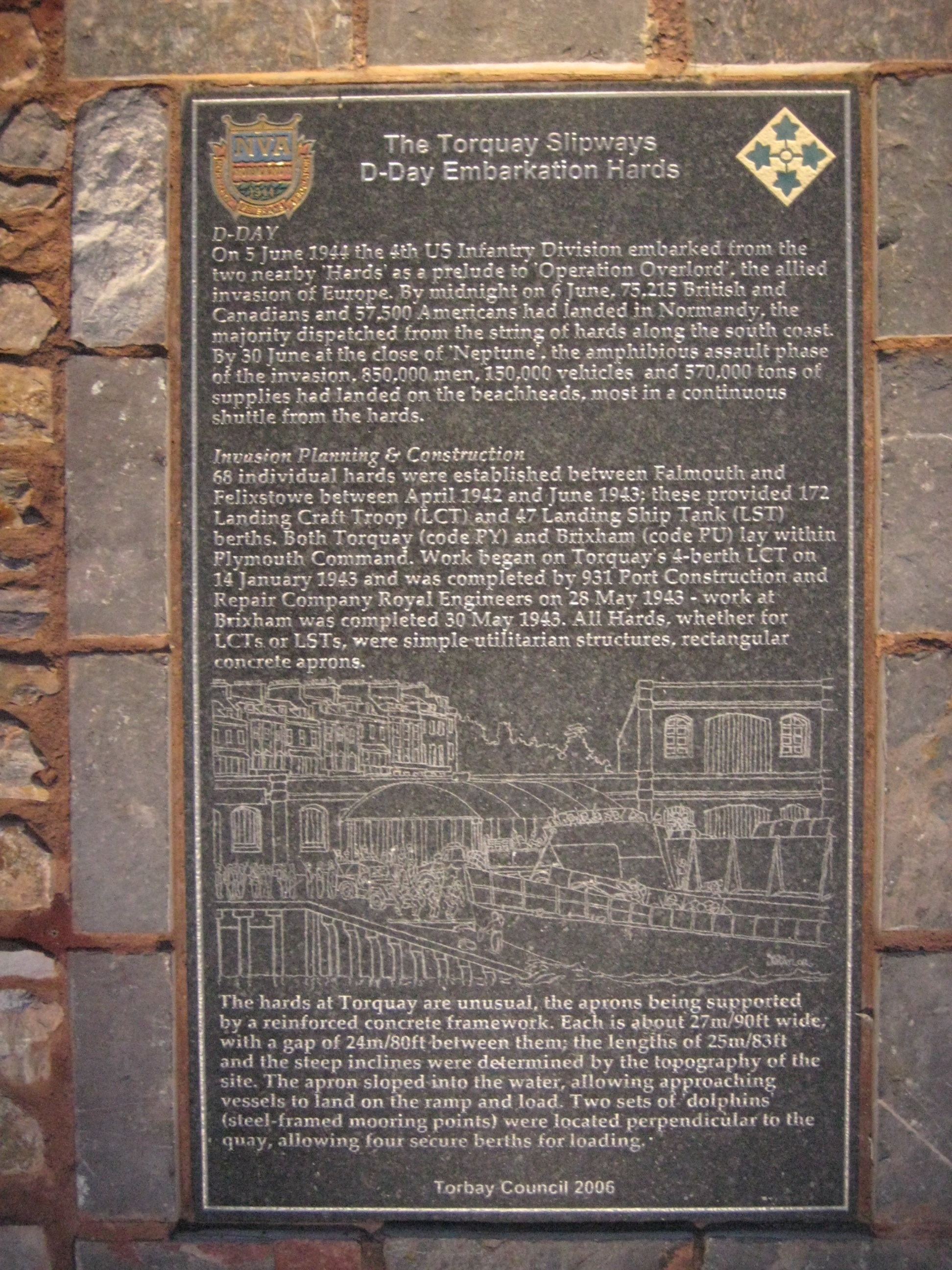
Tafel links
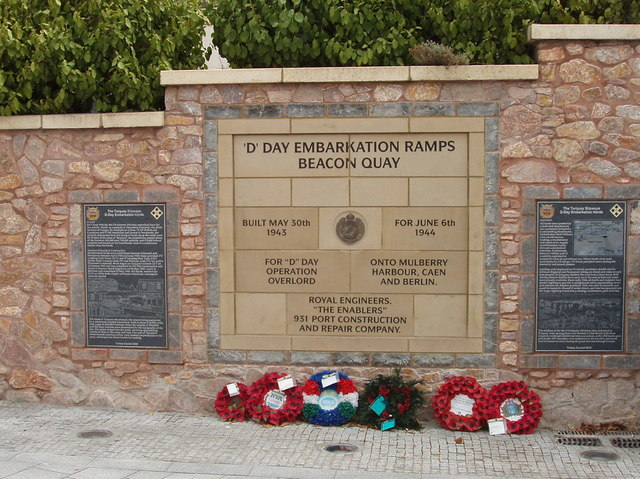
Erinnerungstafel an den D-Day im Hafen von Torquay
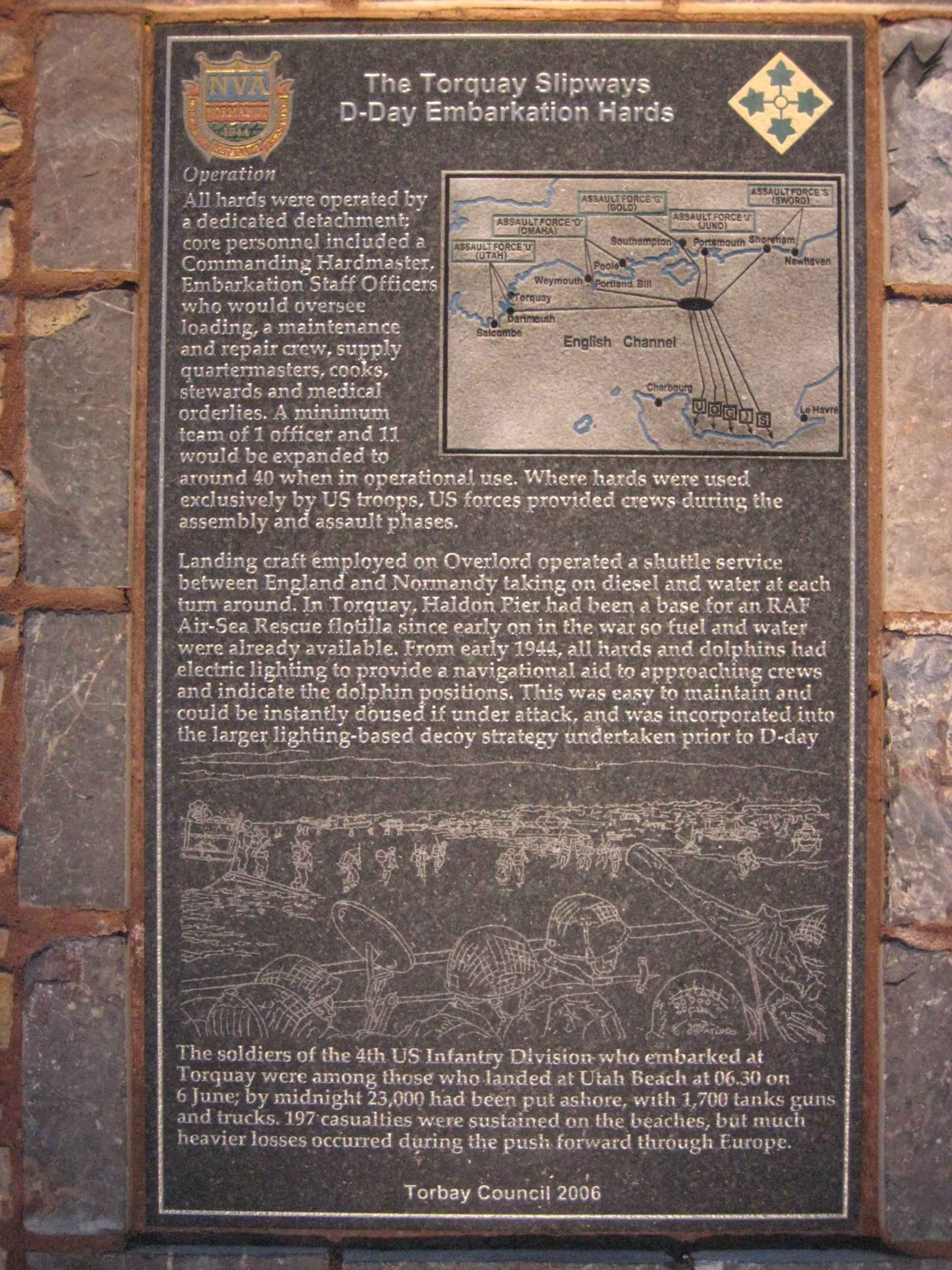
Tafel rechts

## Söhne und Töchter der Stadt

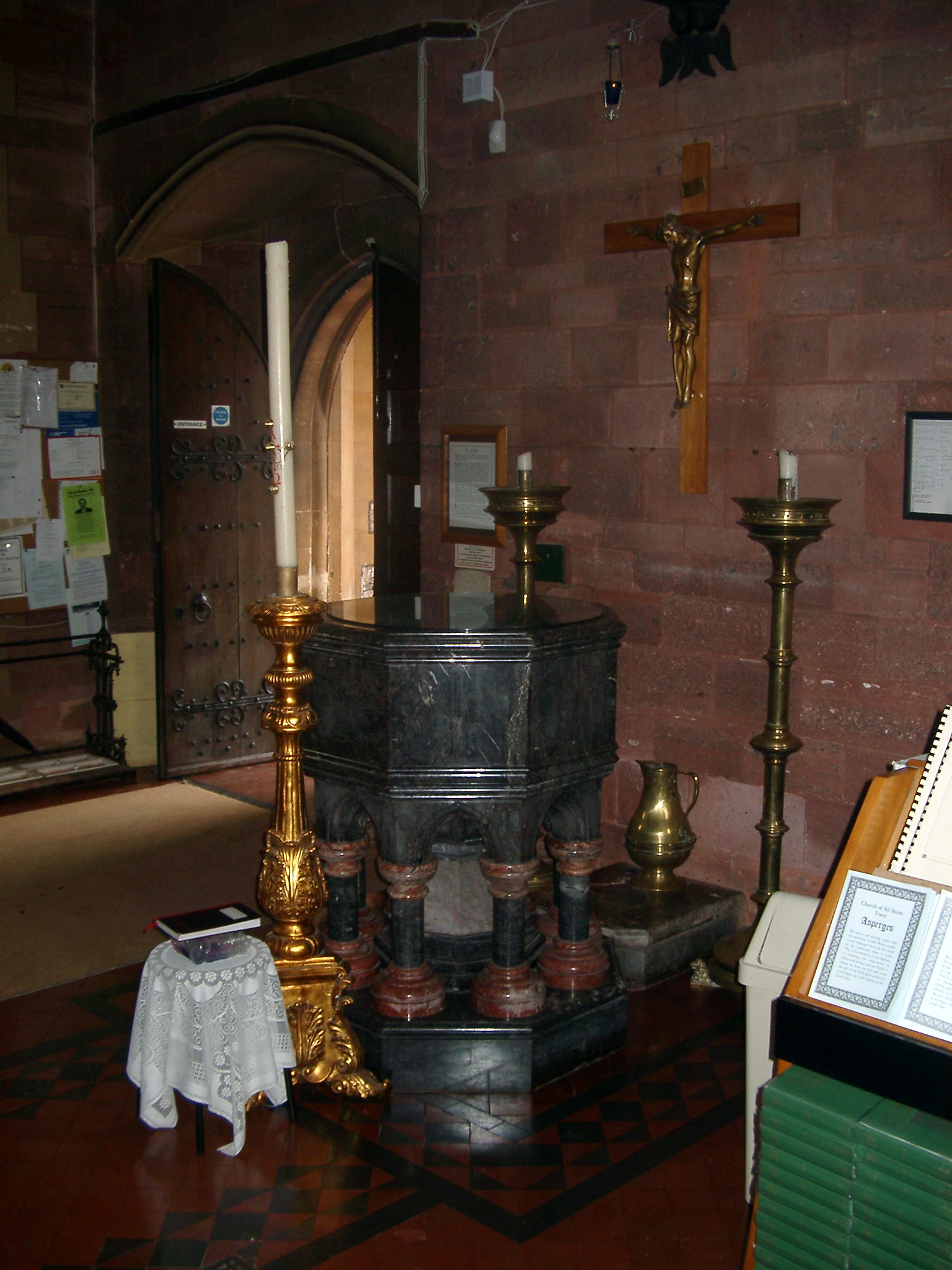
Taufstein von Agatha Christie in der All Saints'-Kirche (Allerheiligen)

- Isaac Merritt Singer (1811–1875), US-amerikanischer Unternehmer und Erfinder, der wesentliche Beiträge zur Entwicklung der Nähmaschine geleistet hat, liegt in Torquay begraben. Gelebt hat er im Nachbarort Paignton. Dort ist nach ihm der Pub Isaac Merritt in der Torquay Road benannt.
- Sir Richard Francis Burton KCMG (1821–1890), wurde je nach Quellenlage in Torquay oder Barham House, Elstree, geboren: Afrikaforscher, Offizier, Konsul, Übersetzer, Orientalist und Mitglied der Royal Geographical Society.
- Edward Hutton (1848–1923), Offizier
- Oliver Heaviside (1850–1925), Physiker, er starb nahe Torquay
- John Henry George Lee (1864–1945), auch John 'Babbacombe' Lee oder “The man they couldn't hang” genannt (weil er 1884 durch den Strang getötet werden sollte, was aber trotz Tests mit Dummys und Säcken dreimal fehlschlug) – benannt nach Babbacombe, dem Stadtteil von Torquay, in dem er lebte.
- Percy Fawcett (1867–~1925), Forschungsreisender, Abenteurer und Ethnologe (Gebiet: Südamerika)
- Frank Lynn Jenkins (1870–1927), Bildhauer
- Margaret Watts (1879–1950), Schriftstellerin
- Agatha Christie (1890–1976), Schriftstellerin. Es gibt touristische Angebote, sodass Orte besucht werden können, an denen Agatha Christie gelebt und gewirkt hat.
- Bill Northam (1905–1988), australischer Segler
- Peter Cook (1937–1995), Komiker
- Phil Minton (* 1940), Jazzmusiker
- Clive Baker (* 1942), Autorennfahrer
- Colin Lewis (1942–2022), Radrennfahrer
- Max Eastley (* 1944), Bildhauer und Improvisationsmusiker
- John Renbourn (1944–2015), Folkmusiker
- Cliff Balsom (* 1946), Fußballspieler
- Martin Turner (* 1947), Gründungsmitglied der Rockband Wishbone Ash
- Roger Deakins (* 1949), Kameramann
- Laurent Whale (* 1960), französisch-britischer Schriftsteller und Übersetzer
- Rob Brown (* 1962), Musiker (Autechre)
- Sara Gomer (* 1964), Tennisspielerin
- Valda Lake (* 1968), Tennisspielerin
- Miranda Hart (* 1972), Schauspielerin, Autorin und Stand-up-Kabarettistin
- Jamie Bennellick (* 1974), Fußballspieler
- Lee Mears (* 1979), Rugby-Union-Nationalspieler
- Lily Cole (* 1987), Model
- Kieffer Moore (* 1992), Fußballspieler
- Ollie Watkins (* 1995), Fußballspieler
- Amelia Pidgeon (* 2001), Schauspielerin

## Sehenswürdigkeiten
- Babbacombe Model Village – ein Modelldorf
- Bygones (Life-size Victorian Street) – Nachbildung einer viktorianischen Straße in Originalgröße
- Cockington Village, Cockington Court und Country Park – Das zweieinhalb Meilen vom Zentrum Torquays innerhalb der Stadtgrenzen liegende ehemalige Fischer- und Bauerndorf Cockington hat einen noch heute erkennbaren angelsächsischen Kern. Sehenswert sind neben den restaurierten, reetgedeckten Häusern, darunter die alte Schmiede, das Gutshaus aus dem 17. Jahrhundert sowie die normannische Kirche.

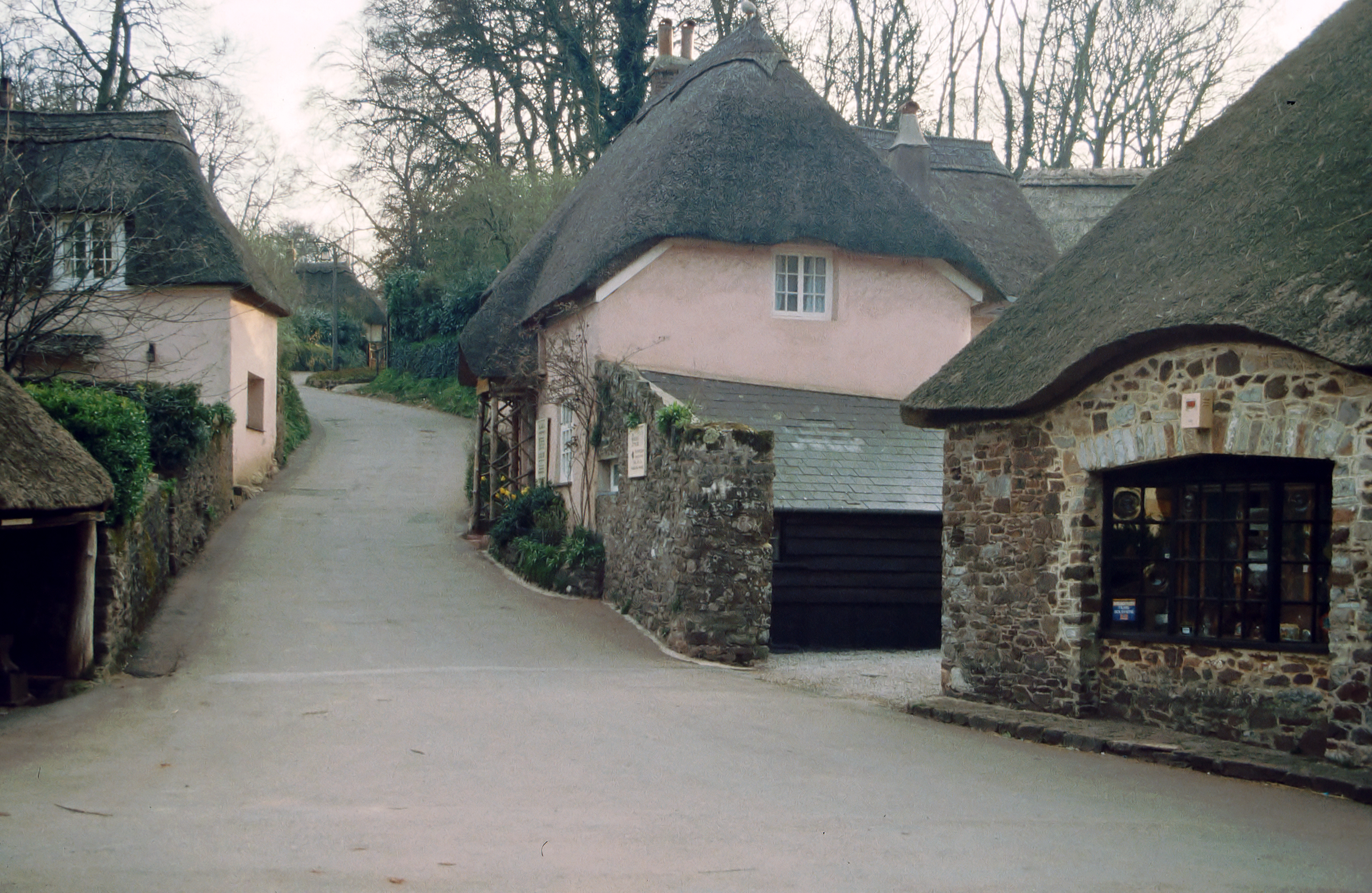
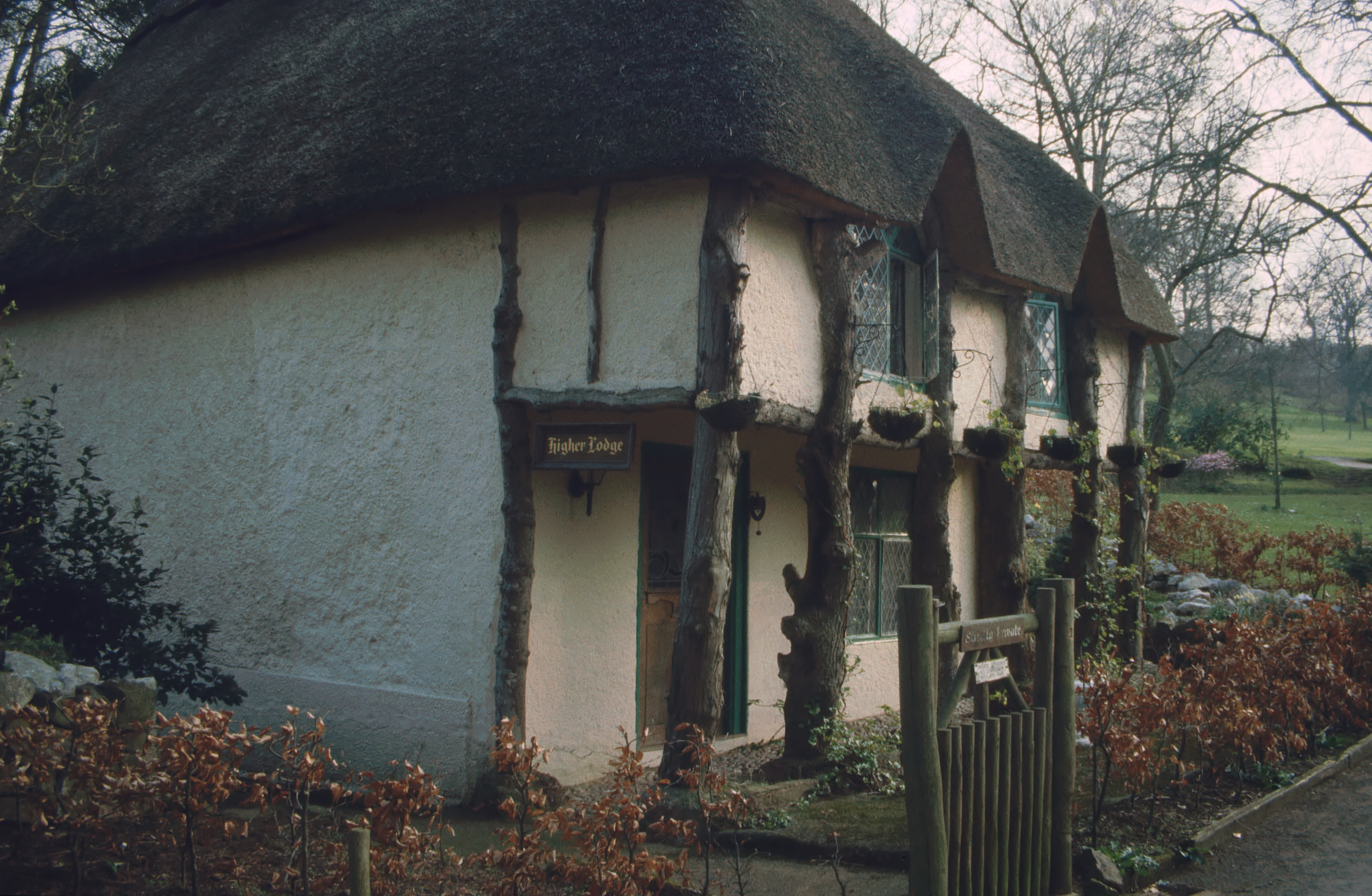
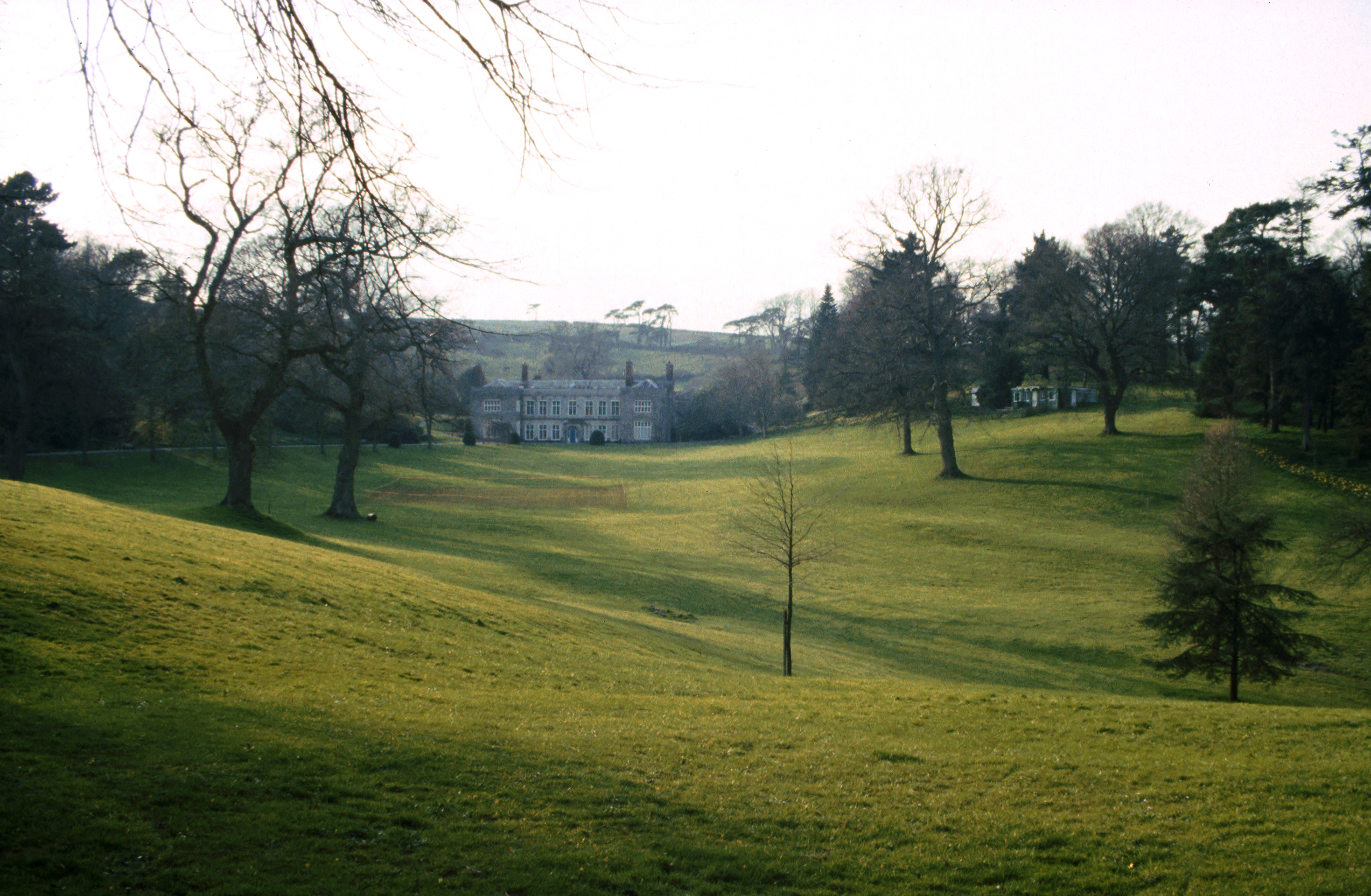
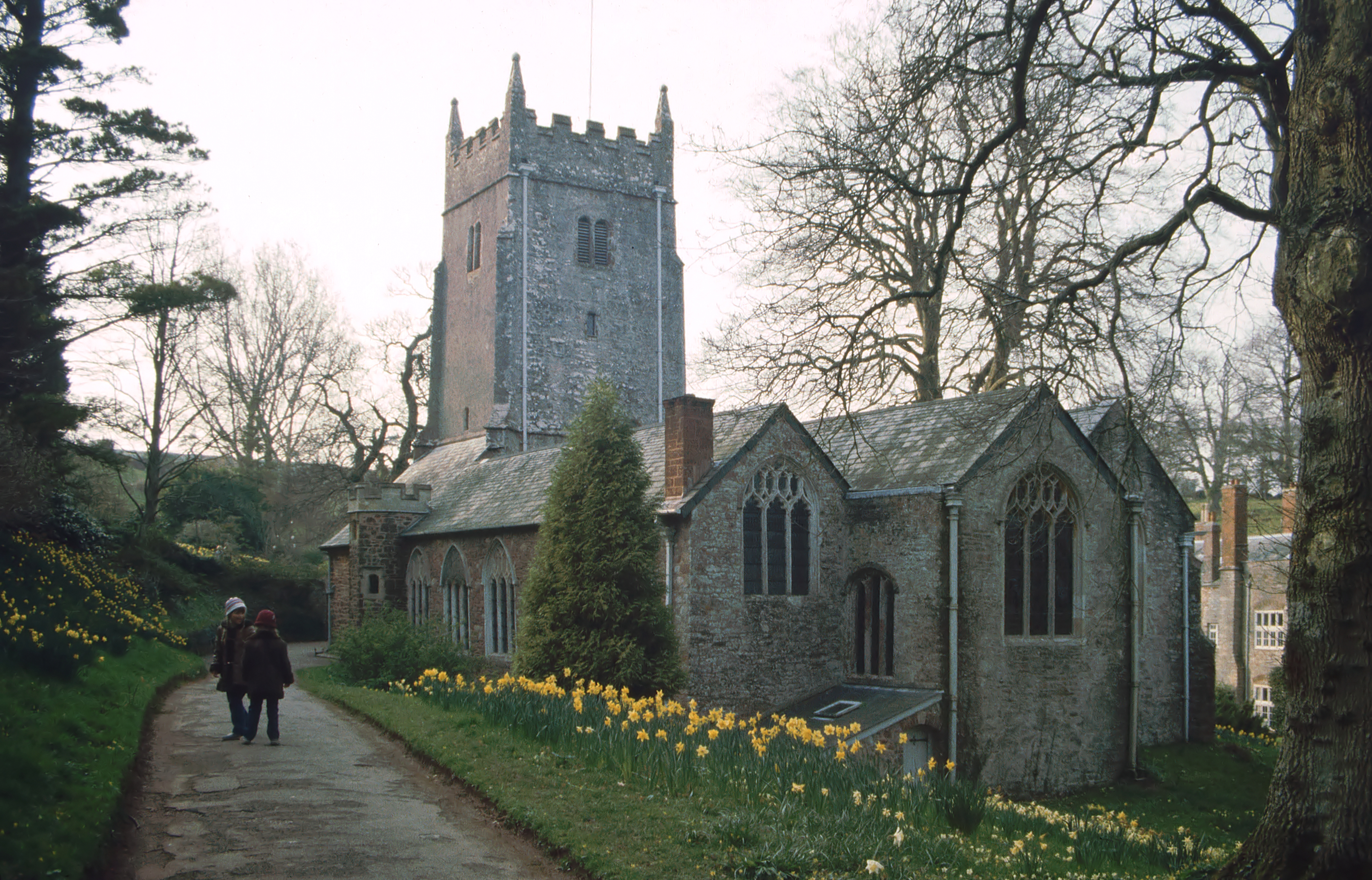

- Kents Cavern – eine prähistorische Höhle
- Living Coasts – ein Zoo, der sich auf im Wasser lebende Tiere spezialisiert hat
- Torre Abbey

## Strände

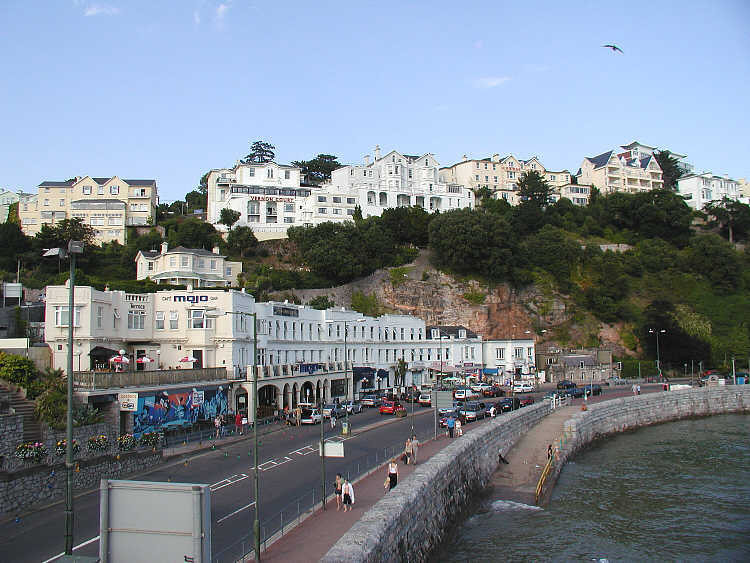
Teil der Küste von Torquay bei Flut

In Torquay gibt es kleine Sandstrände und auch steile Klippen. Die gesamte Küste ist touristisch erschlossen und mit Hotels gesäumt. Die idyllischen Strände Oddicombe Beach und Babbacombe Beach sind nach Osten ausgerichtet und liegen nachmittags im Schatten der steilen Küste.
Die Strände (von Norden nach Süden):
- Maidencombe Beach
- Watcombe Beach
- Oddicombe Beach
- Babbacombe Beach
- Redgate Beach
- Anstey’s Cove
- Meadfoot Beach
- Torre Abbey Sands
- Corbyn Sands
- Hollicombe Beach

## Wandern
Ausgeschildert ist entlang der Küste der South Devon Coast Path etwa von Torquay nach Teignmouth oder von Torquay über Paignton (soweit noch der Straße entlang) nach Brixham, von dort weiter nach Dartmouth.
Als Binnenwanderweg gibt es seit einigen Jahren den John Musgrave Heritage Trail, der von Maidencombe durch das Umland nach Cockington führt, die nächste Etappe geht von dort nach Totnes, dann durch das Tal des Dart River zur Fähre in Dittisham, von dort schließlich als letzte Etappe nach Brixham oder nach Kingswear.

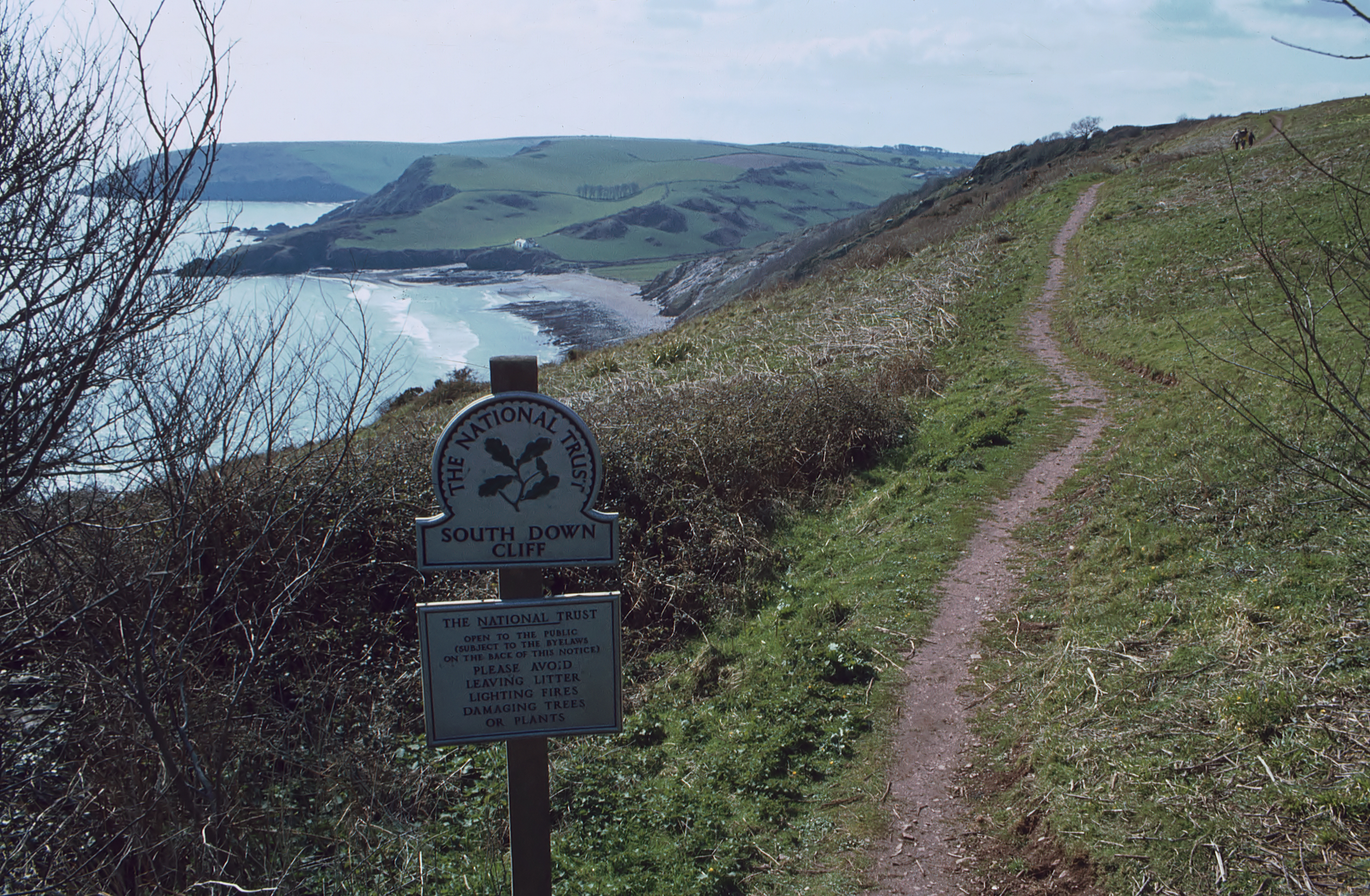
Küstenpfad südlich von Brixham
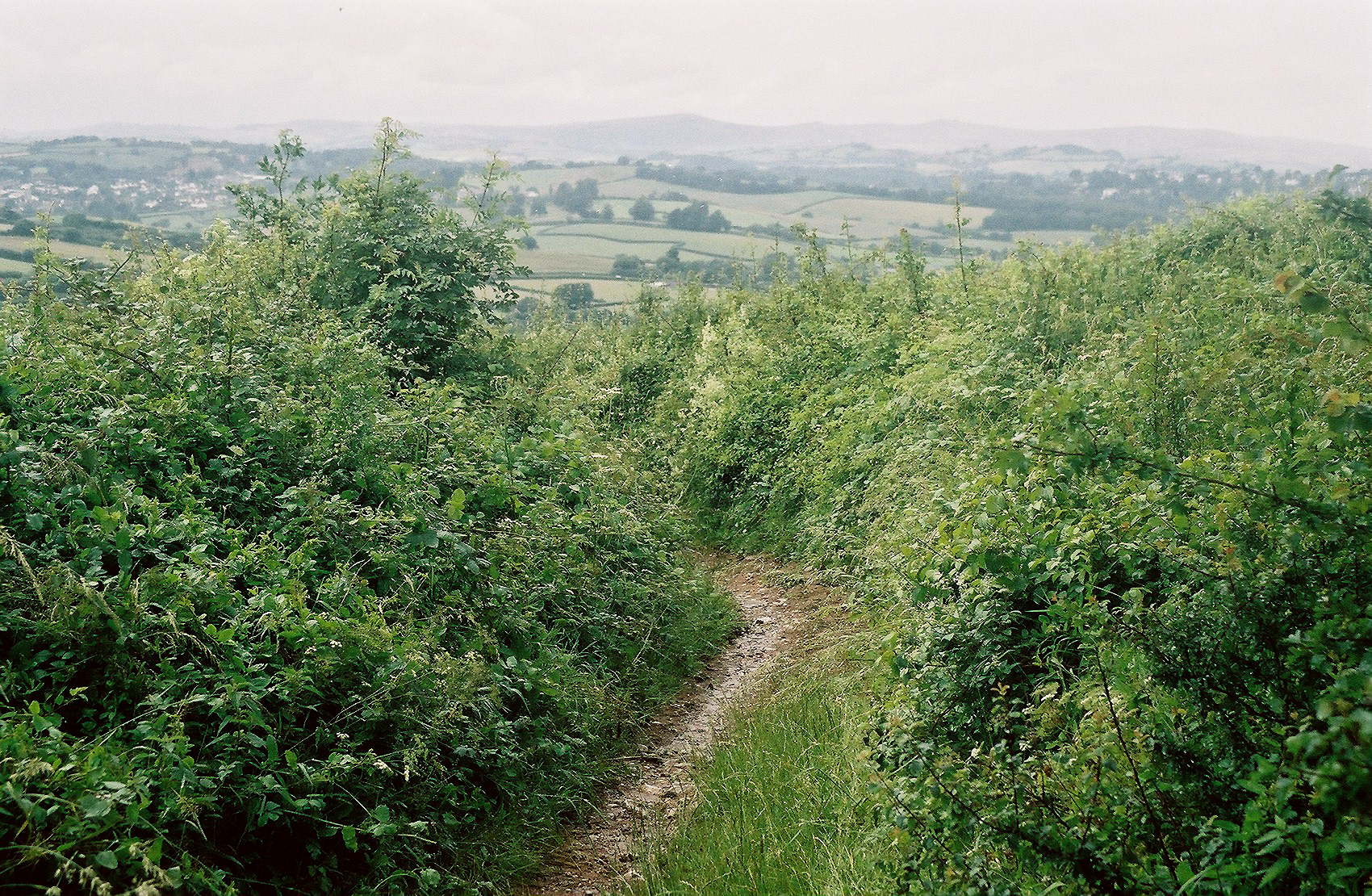
John Musgrave Heritage Path nördlich von Torquay Nähe Kinkerswell
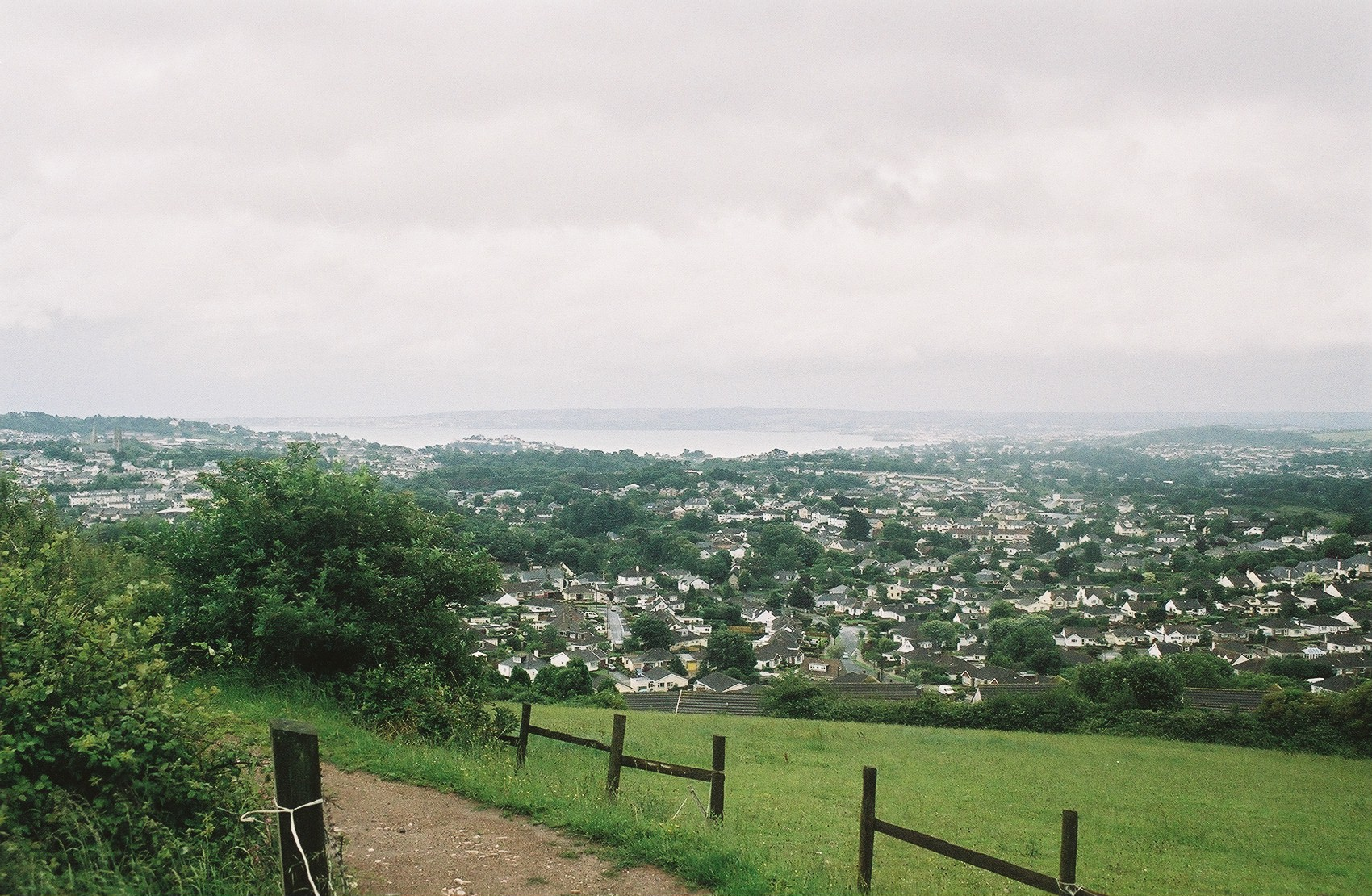
Blick vom Great Hill, der am John Musgrave Heritage Path liegt, auf Torbay

## Sport
- Bei den Olympischen Sommerspielen 1948 war Torquay Austragungsort der Wassersportarten.
- Torbay (der Zusammenschluss der Gemeinden Torquay, Paignton und Brixham) hatte sich für die Olympischen Spiele 2012 als Trainingsort beworben.
- Torquay United spielte in der Saison 2014/15 in der Conference National, der fünfthöchsten englischen Fußballklasse.
- 2003 wurde das Snookerweltranglistenturnier European Open in Torquay ausgetragen.
- 2002 wurde die Junioren-Europameisterschaft im Bridge in Torquay ausgerichtet.

## Verkehr

### Flugverbindungen
Von Deutschland aus ist Torquay per Flugzeug relativ schlecht zu erreichen, da es zu den von Torquay aus nächsten Flughäfen Exeter (ca. 30 Minuten mit dem PKW) und Plymouth (ca. 50 Minuten mit dem PKW) keine Direktverbindungen ab Deutschland gibt.
Von Deutschland bzw. Mitteleuropa aus empfiehlt sich eine Anreise über Bristol oder London Heathrow oder alternativ ab Amsterdam direkt nach Exeter. Von den Flughäfen Bristol und Heathrow gibt es direkte Fernbusverbindungen von National Express (National Express Group). Möglich ist auch eine Anreise von Köln/Bonn über Paris nach Exeter.

### Straßenverbindungen
Torquay erreicht man, von Exeter kommend, über die M5, die A38 und die A380.

### Bahnverbindungen
Es gibt zwei Bahnhöfe, die Torquay Railway Station sowie die Torre Railway Station. Von London Paddington aus gibt es eine Verbindung nach Penzance, bei der man in Newton Abbot in den Nahverkehrszug Richtung Paignton umsteigen muss, der Torquay wiederum an sämtliche Bahnhöfe in Exeter anbindet. Es gibt aber auch einige wenige direkte Verbindungen nach London und Manchester. Außerdem gibt es vom Bahnhof Newton Abbot aus einen Nahverkehrsbus, der direkt in die Stadtmitte fährt.

### Fähren
Bei schönem Wetter besteht eine Fährverbindung nach Brixham (etwa eine halbe Stunde Fahrtzeit).

## Städtepartnerschaften
- Hameln, Deutschland
- Hellevoetsluis, Niederlande

## Gleneagles Hotel
Torquay war der Spielort von Fawlty Towers, einer berühmten Sitcom mit John Cleese und Prunella Scales, die in den 1970ern entstanden ist. Jahrelang suchten Touristen das Hotel Gleneagles in Torquay auf, welches Cleese zu der Serie inspiriert hatte; produziert wurde die Show jedoch in Cambridge und Berkshire. Nach Beendigung der Dreharbeiten kaufte die Darstellerin Scales das Gleneagles Hotel und modernisierte es. 2016/17 wurde das Hotel zu einem Apartment-Komplex umgebaut.
Der irische Schriftsteller Sean O’Casey lebte hier nach 1927 bis zu seinem Tod im September 1964.

## Sonstiges
In der Umgebung von Torquay (z. B. außer in Torquay selbst auch in Ortsteilen von Newton Abbot und Dartmouth) wurden einige Rosamunde-Pilcher-Filme gedreht, die gelegentlich sonntags vom ZDF ausgestrahlt werden. Der Film Black Ball wurde ebenfalls in Torquay gedreht.
Am 12. Februar 1950 wurde auf einer Konferenz die EBU (European Broadcasting Union) gegründet. Das Ziel war ein Netzwerk zum Austausch von Nachrichtenfilmen. Gründungsmitglieder waren 23 Rundfunkanstalten aus Europa und dem Mittelmeerraum.
Bruce Richard Reynolds, Anführer der Räuberbande, die 1963 den Großen Postzugraub beging, wurde am 8. November 1968 in Torquay festgenommen.
In Torquay wurde 1969 die Rockband Wishbone Ash gegründet.